# Lijn van Weber

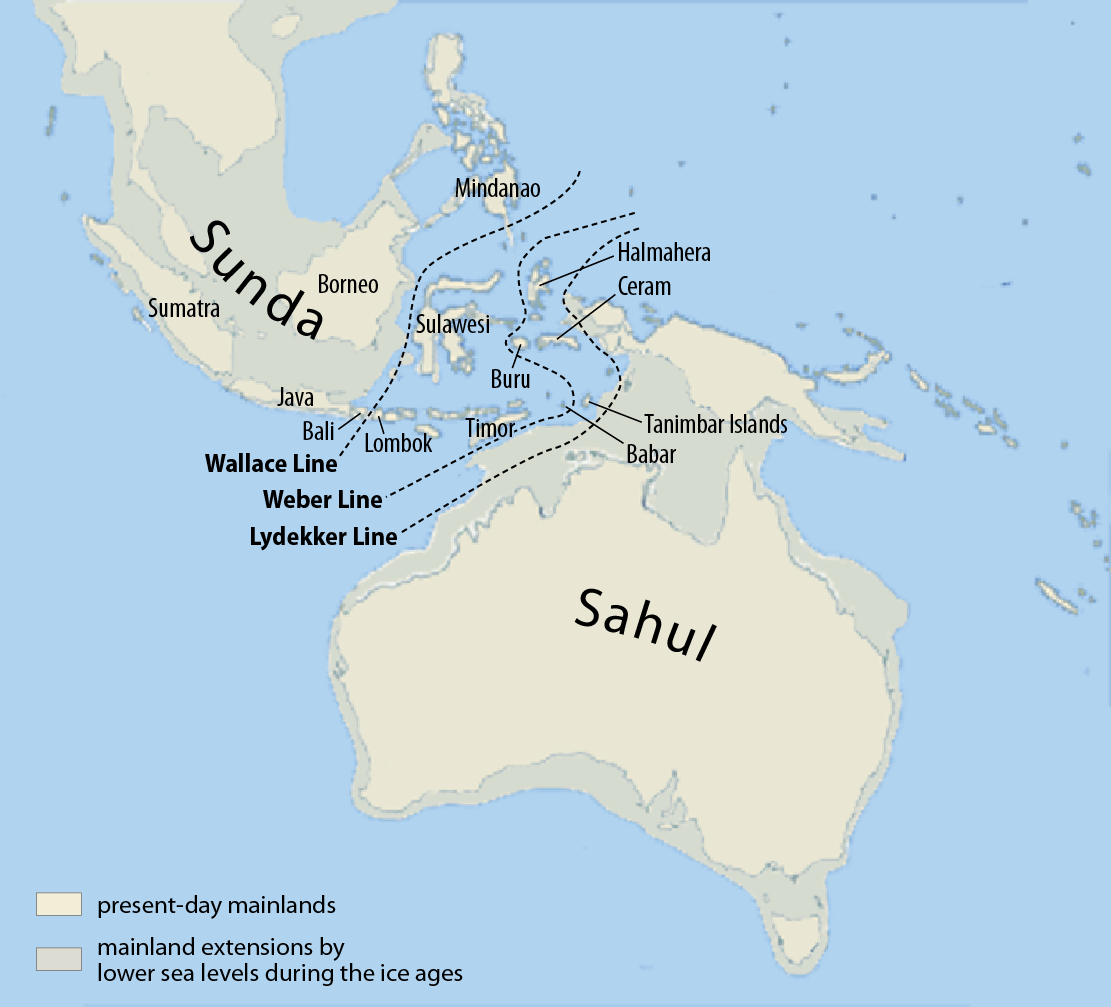
De diverse lijnen binnen Wallacea.

De lijn van Weber is een denkbeeldige lijn door de ecozone Wallacea. De lijn van Weber scheidt duidelijker dan de lijn van Wallace en de lijn van Lydekker de zoogdierfauna tussen enerzijds (westelijk) het Oriëntaals gebied en anderzijds (oostelijk) het Australaziatisch gebied. De lijn onderscheidt ook beter de fauna's van diverse vogels, vlinders en op het land levende ongewervelden.
Deze lijn is bedacht door de Duits/Nederlandse bioloog Max Wilhelm Carl Weber en ligt halverwege de Wallace- en Lydekkerlijn.